# Tangik Island
Tangik Island ist eine kleine unbewohnte Insel der Fox Islands, die zu den Aleuten gehören. Die etwa 800 m lange Insel liegt 1,5 km südöstlich von Akun Island entfernt. 1852 wurde das Eiland von Michail Tebenkow erstmals in den Seekarten verzeichnet. 